# Cieszybor
Cieszybor, Cieszbor – staropolskie imię męskie, złożone z członów Cieszy- („cieszyć”) i -bor („walka”). Oznaczałoby więc „tego, którego cieszy walka”.
Cieszybor imieniny obchodzi 4 grudnia.